# Basento
Der Basento (Vasento, Masuentum) ist der längste Fluss der süditalienischen Region Basilikata. Der Fluss entspringt am Monte Arioso in den lukanischen Apenninen, fließt in vorwiegend ostsüdöstlicher Richtung über die Provinzhauptstadt Potenza und weiter über Trivigno ab und mündet nach einem Lauf von 149 km bei Lido di Metaponto (Gemeinde Bernalda) in den Golf von Tarent. Auf dem größten Teil seines Laufs wird er von der Bahnstrecke Battipaglia–Metaponto und von der gut ausgebauten italienischen Strada Statale 407 Basentana (Europastraße 847) begleitet.

## Zuflüsse
Von rechts fließt dem Basento die Camastra zu, von links münden die Tiera und der Lavannarello.